# Casalalta
Casalalta è una frazione del comune di Collazzone (PG).
Con soli 46 abitanti, si raggiunge grazie ad una strada comunale che congiunge la strada del Puglia (da Collepepe verso Foligno) con la città di Deruta, salendo attraverso delle alte colline e passando per l'abitato di Castelleone. Giace su di una piccola collina (325 m s.l.m.) e da esso si ammira un vasto panorama.

## Storia
Il borgo nasce come castello grazie all'insediamento di persone in cerca di un luogo facilmente difendibile. Nel 1587, a seguito di un terremoto, il castello fu pesantemente danneggiato e solo in parte ricostruito.

## Economia e manifestazioni
L'agricoltura e l'agriturismo rappresentano le attività economiche maggiormente sviluppate.
Il 18 gennaio ed il 5 agosto di ogni anno si svolge la Processione di Santa Liberata, che parte dal bivio di Casalalta e giunge fino alla piccola ed omonima chiesetta costruita in mezzo al bosco.

## Monumenti e luoghi d'arte

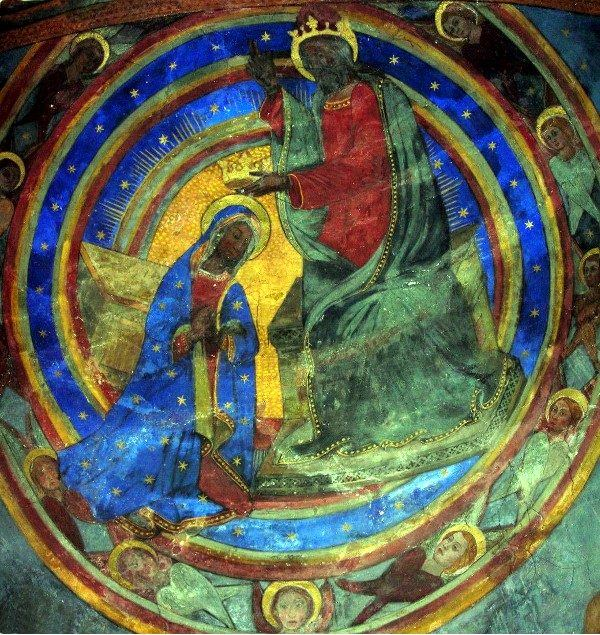
Particolare dell'affresco dell'Incoronazione

- Chiesa di Santa Maria Assunta (1421), costruita sulla struttura del castello. Al suo interno conserva un affresco absidale con la "Assunzione ed Incoronazione di Maria Vergine" (seconda metà del XV secolo), che sembra appartenere alla scuola del Perugino, ed uno con una "Madonna con bambino fra i santi Andrea apostolo, Sebastiano e Antonio abate" (XVI secolo). Vi si trova, inoltre, anche un organo Martinelli del 1852.
- Chiesa di Santa Liberata.

## Sport
- Mountain bike